# Museum Frauenkultur
Das Museum Frauenkultur Regional – International ist das erste Frauenmuseum Bayerns und befindet sich in der Fürther Innenstadt.
Das Museum ist ein Projekt des 1989 gegründeten Nürnberger Vereins „Frauen in der Einen Welt – Zentrum für interkulturelle Frauenalltagsforschung und internationalen Austausch e. V.“ (FidEW). In Kooperation mit der Stadt Fürth startete der Verein das Museum zunächst als „Mobiles Museum“ mit wechselnden Ausstellungsorten (2003–2005). Von 2006 bis 2024 konnte es als ein Museum mit festem Standort im barocken Marstall des Schlosses Burgfarrnbach weitergeführt werden. Bis Herbst 2025 bezieht es neue Räumlichkeiten in der Fürther Innenstadt, Hirschenstraße 16.
2014 erhielt das Museum den Frauenförderpreis der Stadt Nürnberg.

## Konzept
Das Museum gibt Frauen eine Stimme und beleuchtet Lebensgeschichten, Frauenkulturen und Frauenalltag in unterschiedlichen Perspektiven. Dabei entdecken die Besucher die Gemeinsamkeiten von Lebenswelten, die sehr weit voneinander entfernt zu sein scheinen. Objekte aus der Region und vielen Ländern der Erde bilden den Sammlungsbestand des Museums. Zu jeder Ausstellung wird ein Begleitprogramm aus Vorträgen, Podiumsdiskussionen, Filmen und Workshops angeboten, zudem Kataloge und Publikationen, in die Ergebnisse historischer, soziologischer und ethnologischer Forschungen einfließen. Zweitägige „Gespräche im Museum“ geben Wissenschaftlerinnen den Raum, aktuelle Forschungsergebnisse vorzustellen und zu diskutieren.

## Ausstellungen
Die Vereinsfrauen haben, ohne ein eigenes Museum zu betreiben, von 1989 bis 2003 auch schon Wander-Ausstellungen erstellt und an wechselnden Orten deutschland- und europaweit gezeigt. Die im MuseumFrauenkultur Regional - International gezeigten Ausstellungen sind durchgängig Sonderausstellungen. Auch falls Themen aus vergangenen Jahren aufgegriffen werden oder über zwei/drei Jahre gezeigt werden, stehen sie jedes Jahr in einem neuen Kontext und werden weiter entwickelt.
- Frau – Leben – Freiheit (2025) - Gast in der Steiermark/Österreich
- 33 Frauen, die die Welt bewegten (2025) - im Ausweichquartier VHS Fürth
- Baustelle Frauenbild (2024)
- Geburtskulturen (2023)
- Plakat Kunst - Poster Art (2022)
- Technik#Weiblich#Logisch - digital - gendergerecht - nachhaltig (2022)
- Technik#Weiblich#Logisch - digital - gendergerecht - nachhaltig (2021)
- TECHNIK#weiblich#logisch - Frauen und Technik in der Metropolregion (2020)
- RÜCK BLICK NACH VORNE. 1989 - 2019 - 2030 (2019)
- Wie weiblich ist die Stadt? Fürth und die Partnerstädte (2018)
- ausgekocht (2016/2017)
- Kriegssocken und Peacemakerinnen (2015)
- Gewonnene Jahre – Neues ZeitAlter für Frauen (2013/2014)
- Sehen und gesehen werden II - Museumsausstellung (2012)
- La Bonne – vom Dienstmädchen zur globalen Dienstleisterin (2010/2011)
- Schicksalsfäden (2009)
- Ins Licht gerückt – 20 LiBeraturpreisträgerinnen (2007/2008)
- Kopftuchkulturen - Ein Stückchen Stoff in Geschichte und Gegenwart (2006)
- Sehen und gesehen werden I - Kunstausstellung (2004)
- Verflechtungen. Korbmacherinnen in Zambia und in Oberfranken (2004)
- Über-Lebens-Kunst. Frauenalltag auf Stoffbildern (2003)
- Hoffnung auf eigenes Geld. Bierbrauerinnen, Töpferinnen, Landfrauen. Frauenalltag in Burkina Faso (2003)
- Unartig Neuartig Fremdartig: Frauengeschichte in Mittelfranken (2003)
- Über-Lebens-Kunst. Frauenalltag auf Stoffbildern (1995)
- Das Holz, das Heim, das Brot (1994)
- Abenteuer Ehe. Heiratsmigrantinnen gestern und heute (1993)
- Wir werden nicht schweigen." Frauengeschichten aus Israel und Palästina (1991)
- Flucht - Vertreibung - Exil - Asyl. Frauenschicksale
- Die tapferen Bergarbeiterfrauen aus Canarias (Peru).  "Für alles musst Du kämpfen. Dokumente des Frauenkampfes in Chile und Peru gegen Menschenrechtsverletzungen, gestickt und appliziert auf Stoffbilder" (1989)
- Das Kopftuch - ein Stückchen Stoff in Geschichte und Gegenwart (1986)